# Madasumma darjilingensis
Madasumma darjilingensis är en insektsart som beskrevs av Lucien Chopard 1928. Madasumma darjilingensis ingår i släktet Madasumma och familjen syrsor. Inga underarter finns listade i Catalogue of Life.